# Christopher Hobbs
Pour les articles homonymes, voir Hobbs.
Christopher Hobbs, né le 9 septembre 1950 à Hillingdon près de Londres au Royaume-Uni, est un compositeur britannique de musique expérimentale et également associé au mouvement de la musique minimaliste.

## Biographie
Christopher Hobbs a étudié au Trinity College of Music de Londres puis à la Royal Academy of Music à partir de 1967, où il a été le premier étudiant de Cornelius Cardew, puis de Christian Wolff. Il a été ainsi formé dans la mouvance de la musique expérimentale et également influencé par le travail des pionniers de la musique minimaliste, notamment Steve Reich.
Christopher Hobbs a été rejoint au début des années 1980 par Gavin Bryars et Michael Nyman dans son projet d’Experimental Music Catalogue (en) débuté en 1968. Il est également un fondateur du Systems music (en) britannique. Il a travaillé avec John White, Alec Hill et Hugh Shrapnel (en) au sein du Promenade Theatre Orchestra (en), ensemble actif de 1970 à 1973.
Il a été enseignant au Drama Centre (en) de Londres de 1973 à 1991.

## Œuvre (sélection)
- 1970 : The Remorseless Lamb
- 1972 : Aran
- 1973 : McCrimmon Will Never Return
- 1983 : Back Seat Album
- 1993 : Extended Relationships and False Endings
- 1996 : No One Will Ever Have the Same Knowledge Again
- 2000 : Why Not, pour clarinette basse seule
- 2000 : Fifty in Two-Thousand
- 2006 : Sudoku Music